# Llista d'asteroides/199001-199100
| Nom      | Designació provisional | Data de descobriment   | Lloc de descobriment | Descobridor/s       |
| -------- | ---------------------- | ---------------------- | -------------------- | ------------------- |
| 199001 - | 2005 WM51              | 25 de novembre de 2005 | Kitt Peak            | Spacewatch          |
| 199002 - | 2005 WO55              | 28 de novembre de 2005 | Junk Bond            | D. Healy            |
| 199003 - | 2005 WJ56              | 29 de novembre de 2005 | Socorro              | LINEAR              |
| 199004 - | 2005 WM66              | 22 de novembre de 2005 | Kitt Peak            | Spacewatch          |
| 199005 - | 2005 WH67              | 22 de novembre de 2005 | Kitt Peak            | Spacewatch          |
| 199006 - | 2005 WY68              | 25 de novembre de 2005 | Mount Lemmon         | Mount Lemmon Survey |
| 199007 - | 2005 WH70              | 26 de novembre de 2005 | Mount Lemmon         | Mount Lemmon Survey |
| 199008 - | 2005 WP72              | 25 de novembre de 2005 | Kitt Peak            | Spacewatch          |
| 199009 - | 2005 WU73              | 26 de novembre de 2005 | Mount Lemmon         | Mount Lemmon Survey |
| 199010 - | 2005 WK80              | 25 de novembre de 2005 | Mount Lemmon         | Mount Lemmon Survey |
| 199011 - | 2005 WZ86              | 28 de novembre de 2005 | Mount Lemmon         | Mount Lemmon Survey |
| 199012 - | 2005 WS87              | 28 de novembre de 2005 | Mount Lemmon         | Mount Lemmon Survey |
| 199013 - | 2005 WJ89              | 25 de novembre de 2005 | Mount Lemmon         | Mount Lemmon Survey |
| 199014 - | 2005 WS89              | 26 de novembre de 2005 | Catalina             | CSS                 |
| 199015 - | 2005 WF91              | 28 de novembre de 2005 | Catalina             | CSS                 |
| 199016 - | 2005 WF92              | 25 de novembre de 2005 | Mount Lemmon         | Mount Lemmon Survey |
| 199017 - | 2005 WS93              | 25 de novembre de 2005 | Mount Lemmon         | Mount Lemmon Survey |
| 199018 - | 2005 WB94              | 26 de novembre de 2005 | Kitt Peak            | Spacewatch          |
| 199019 - | 2005 WG95              | 26 de novembre de 2005 | Kitt Peak            | Spacewatch          |
| 199020 - | 2005 WA98              | 26 de novembre de 2005 | Kitt Peak            | Spacewatch          |
| 199021 - | 2005 WB98              | 26 de novembre de 2005 | Kitt Peak            | Spacewatch          |
| 199022 - | 2005 WD99              | 28 de novembre de 2005 | Mount Lemmon         | Mount Lemmon Survey |
| 199023 - | 2005 WR101             | 29 de novembre de 2005 | Socorro              | LINEAR              |
| 199024 - | 2005 WZ103             | 28 de novembre de 2005 | Catalina             | CSS                 |
| 199025 - | 2005 WO104             | 28 de novembre de 2005 | Catalina             | CSS                 |
| 199026 - | 2005 WC105             | 29 de novembre de 2005 | Catalina             | CSS                 |
| 199027 - | 2005 WZ116             | 30 de novembre de 2005 | Socorro              | LINEAR              |
| 199028 - | 2005 WT117             | 28 de novembre de 2005 | Socorro              | LINEAR              |
| 199029 - | 2005 WX118             | 25 de novembre de 2005 | Mount Lemmon         | Mount Lemmon Survey |
| 199030 - | 2005 WQ135             | 25 de novembre de 2005 | Mount Lemmon         | Mount Lemmon Survey |
| 199031 - | 2005 WX136             | 26 de novembre de 2005 | Mount Lemmon         | Mount Lemmon Survey |
| 199032 - | 2005 WT138             | 26 de novembre de 2005 | Mount Lemmon         | Mount Lemmon Survey |
| 199033 - | 2005 WU139             | 26 de novembre de 2005 | Mount Lemmon         | Mount Lemmon Survey |
| 199034 - | 2005 WU141             | 28 de novembre de 2005 | Mount Lemmon         | Mount Lemmon Survey |
| 199035 - | 2005 WC143             | 30 de novembre de 2005 | Kitt Peak            | Spacewatch          |
| 199036 - | 2005 WY148             | 28 de novembre de 2005 | Kitt Peak            | Spacewatch          |
| 199037 - | 2005 WB149             | 28 de novembre de 2005 | Kitt Peak            | Spacewatch          |
| 199038 - | 2005 WC151             | 28 de novembre de 2005 | Socorro              | LINEAR              |
| 199039 - | 2005 WL154             | 29 de novembre de 2005 | Kitt Peak            | Spacewatch          |
| 199040 - | 2005 WS154             | 29 de novembre de 2005 | Kitt Peak            | Spacewatch          |
| 199041 - | 2005 WY156             | 30 de novembre de 2005 | Kitt Peak            | Spacewatch          |
| 199042 - | 2005 WB157             | 22 de novembre de 2005 | Kitt Peak            | Spacewatch          |
| 199043 - | 2005 WH157             | 25 de novembre de 2005 | Catalina             | CSS                 |
| 199044 - | 2005 WU157             | 25 de novembre de 2005 | Mount Lemmon         | Mount Lemmon Survey |
| 199045 - | 2005 WA158             | 26 de novembre de 2005 | Mount Lemmon         | Mount Lemmon Survey |
| 199046 - | 2005 WU158             | 29 de novembre de 2005 | Socorro              | LINEAR              |
| 199047 - | 2005 WB167             | 30 de novembre de 2005 | Kitt Peak            | Spacewatch          |
| 199048 - | 2005 WX174             | 30 de novembre de 2005 | Kitt Peak            | Spacewatch          |
| 199049 - | 2005 WN178             | 30 de novembre de 2005 | Kitt Peak            | Spacewatch          |
| 199050 - | 2005 WS185             | 30 de novembre de 2005 | Socorro              | LINEAR              |
| 199051 - | 2005 WF188             | 30 de novembre de 2005 | Kitt Peak            | Spacewatch          |
| 199052 - | 2005 WO188             | 30 de novembre de 2005 | Kitt Peak            | Spacewatch          |
| 199053 - | 2005 WA195             | 30 de novembre de 2005 | Socorro              | LINEAR              |
| 199054 - | 2005 WB195             | 30 de novembre de 2005 | Socorro              | LINEAR              |
| 199055 - | 2005 WU195             | 25 de novembre de 2005 | Mount Lemmon         | Mount Lemmon Survey |
| 199056 - | 2005 WQ204             | 25 de novembre de 2005 | Mount Lemmon         | Mount Lemmon Survey |
| 199057 - | 2005 XT1               | 4 de desembre de 2005  | Socorro              | LINEAR              |
| 199058 - | 2005 XC5               | 5 de desembre de 2005  | Goodricke-Pigott     | Goodricke-Pigott    |
| 199059 - | 2005 XP6               | 2 de desembre de 2005  | Mount Lemmon         | Mount Lemmon Survey |
| 199060 - | 2005 XR7               | 4 de desembre de 2005  | Socorro              | LINEAR              |
| 199061 - | 2005 XE13              | 1 de desembre de 2005  | Kitt Peak            | Spacewatch          |
| 199062 - | 2005 XD15              | 1 de desembre de 2005  | Kitt Peak            | Spacewatch          |
| 199063 - | 2005 XE16              | 1 de desembre de 2005  | Kitt Peak            | Spacewatch          |
| 199064 - | 2005 XP16              | 1 de desembre de 2005  | Kitt Peak            | Spacewatch          |
| 199065 - | 2005 XY19              | 2 de desembre de 2005  | Kitt Peak            | Spacewatch          |
| 199066 - | 2005 XA22              | 2 de desembre de 2005  | Socorro              | LINEAR              |
| 199067 - | 2005 XO32              | 4 de desembre de 2005  | Kitt Peak            | Spacewatch          |
| 199068 - | 2005 XM40              | 5 de desembre de 2005  | Mount Lemmon         | Mount Lemmon Survey |
| 199069 - | 2005 XN41              | 7 de desembre de 2005  | Socorro              | LINEAR              |
| 199070 - | 2005 XX45              | 2 de desembre de 2005  | Kitt Peak            | Spacewatch          |
| 199071 - | 2005 XJ51              | 2 de desembre de 2005  | Kitt Peak            | Spacewatch          |
| 199072 - | 2005 XR56              | 5 de desembre de 2005  | Mount Lemmon         | Mount Lemmon Survey |
| 199073 - | 2005 XV57              | 1 de desembre de 2005  | Kitt Peak            | Spacewatch          |
| 199074 - | 2005 XQ63              | 5 de desembre de 2005  | Mount Lemmon         | Mount Lemmon Survey |
| 199075 - | 2005 XS65              | 5 de desembre de 2005  | Socorro              | LINEAR              |
| 199076 - | 2005 XX65              | 7 de desembre de 2005  | Socorro              | LINEAR              |
| 199077 - | 2005 XA68              | 5 de desembre de 2005  | Kitt Peak            | Spacewatch          |
| 199078 - | 2005 XB74              | 6 de desembre de 2005  | Kitt Peak            | Spacewatch          |
| 199079 - | 2005 XS77              | 9 de desembre de 2005  | Socorro              | LINEAR              |
| 199080 - | 2005 XC78              | 2 de desembre de 2005  | Mount Lemmon         | Mount Lemmon Survey |
| 199081 - | 2005 XP79              | 4 de desembre de 2005  | Kitt Peak            | Spacewatch          |
| 199082 - | 2005 XM82              | 10 de desembre de 2005 | Kitt Peak            | Spacewatch          |
| 199083 - | 2005 XY91              | 4 de desembre de 2005  | Catalina             | CSS                 |
| 199084 - | 2005 XN104             | 1 de desembre de 2005  | Kitt Peak            | M. W. Buie          |
| 199085 - | 2005 XO104             | 1 de desembre de 2005  | Kitt Peak            | M. W. Buie          |
| 199086 - | 2005 XS114             | 5 de desembre de 2005  | Mount Lemmon         | Mount Lemmon Survey |
| 199087 - | 2005 XF115             | 1 de desembre de 2005  | Kitt Peak            | Spacewatch          |
| 199088 - | 2005 XX116             | 4 de desembre de 2005  | Kitt Peak            | Spacewatch          |
| 199089 - | 2005 YC7               | 21 de desembre de 2005 | Catalina             | CSS                 |
| 199090 - | 2005 YO7               | 22 de desembre de 2005 | Kitt Peak            | Spacewatch          |
| 199091 - | 2005 YF10              | 21 de desembre de 2005 | Kitt Peak            | Spacewatch          |
| 199092 - | 2005 YZ11              | 21 de desembre de 2005 | Kitt Peak            | Spacewatch          |
| 199093 - | 2005 YX17              | 23 de desembre de 2005 | Kitt Peak            | Spacewatch          |
| 199094 - | 2005 YD22              | 24 de desembre de 2005 | Kitt Peak            | Spacewatch          |
| 199095 - | 2005 YO23              | 24 de desembre de 2005 | Kitt Peak            | Spacewatch          |
| 199096 - | 2005 YF24              | 24 de desembre de 2005 | Kitt Peak            | Spacewatch          |
| 199097 - | 2005 YU27              | 22 de desembre de 2005 | Kitt Peak            | Spacewatch          |
| 199098 - | 2005 YN28              | 22 de desembre de 2005 | Kitt Peak            | Spacewatch          |
| 199099 - | 2005 YH31              | 22 de desembre de 2005 | Kitt Peak            | Spacewatch          |
| 199100 - | 2005 YL31              | 22 de desembre de 2005 | Kitt Peak            | Spacewatch          |